# Fernand Petit
Pour les articles homonymes, voir Petit.
Fernand Petit est un architecte belge né le 21 avril 1885 à Soignies et décédé le 17 février 1955 à Bruxelles. Il est l'auteur de nombreuses œuvres architecturales, entre autres la gare du Midi à Bruxelles, et la reconstruction l'hôtel de ville à Dinant.

## Biographie
Fernand Petit fait ses études d’architecture à l’Académie royale des beaux-arts de Bruxelles, où il est l’élève d’Ernest Acker. 
Diplômé en 1906, il complète son apprentissage à Paris en étudiant à l’École nationale supérieure des beaux-arts durant deux années.
Dès son retour à Bruxelles, vers 1914, il construit sa maison personnelle comportant aussi son atelier. Celle-ci est la première demeure qu’il édifie à la rue Edmond Picard numéro 29.
Fernand Petit contracte mariage avec dame Germaine Casse. Ils deviennent les parents de trois garçons également architectes : Jean Petit, Pierre Petit et Louis Petit.
L’architecte décède le 17 février 1955 à Ixelles, à peu près âgé de soixante-dix ans. L'inhumation se fait dans le caveau de famille au cimetière d'Uccle.

## Prix et distinctions
- Architecte de SM la Reine Élisabeth[5],
- Chevalier de l’Ordre de la Couronne[5],
- Chevalier de l’Ordre de Léopold[5],
- Chevalier de la Ordre national de la Légion d'honneur[5],
- Classé premier ex æquo au concours pour la nouvelle gare du Midi à Bruxelles (avec Adrien Blomme & Yvan Blomme), 1937[6].

## Style
Jusque dans les années 1930, Fernand Petit érige beaucoup de maisons dans la ville de Bruxelles. Il émane dans ses constructions plusieurs influences bien distinctes. Tout d’abord l’influence du style historiciste teinté de l’architecture des spacieuses demeures anglaises de l’époque élisabéthaine. Illustré, notamment à travers sa maison personnelle rue Edmond Picard, où la façade en pierre blanche est percée de baies disposées en triplet munies de vitraux qui rappellent la Renaissance anglaise.
Ensuite une inspiration plus hybride menant à la fusion de plusieurs courants dans un même édifice. Mélange retrouvé à la maison de l’avenue Géo Bernier numéro 9: ici la grille de clôture dessinée en fer forgé, matériaux typiques du courant des Beaux-Arts, combinées à un bow-window, élément architectural qui apparaît avec l’Art Nouveau. La fusion de deux courants est également présente à hôtel particulier de l’avenue Molière numéro 245 où l’édifice de style traditionaliste est agrémenté d’éléments d’Art déco.
Pour finir, dès la fin des années 1920, Fernand Petit construit sous des influences qui tendent vers le modernisme classique, ce courant étant déjà très présent en Belgique depuis 1919 avec l’essor des cités-jardins. La maison "chaussée de Vleurgat" numéro 225 illustre le modernisme classique que Fernand Petit met en avant à travers un volume simple aux compositions symétriques.
Toutes les influences diverses que l’architecte approche dans ses œuvres jusque dans les années 1930 sont caractéristiques d’une période d’entre-deux-guerres teintée à la fois par la recherche de style nouveau et également le besoin de retour aux sources.

## Œuvre

### Réalisations remarquables

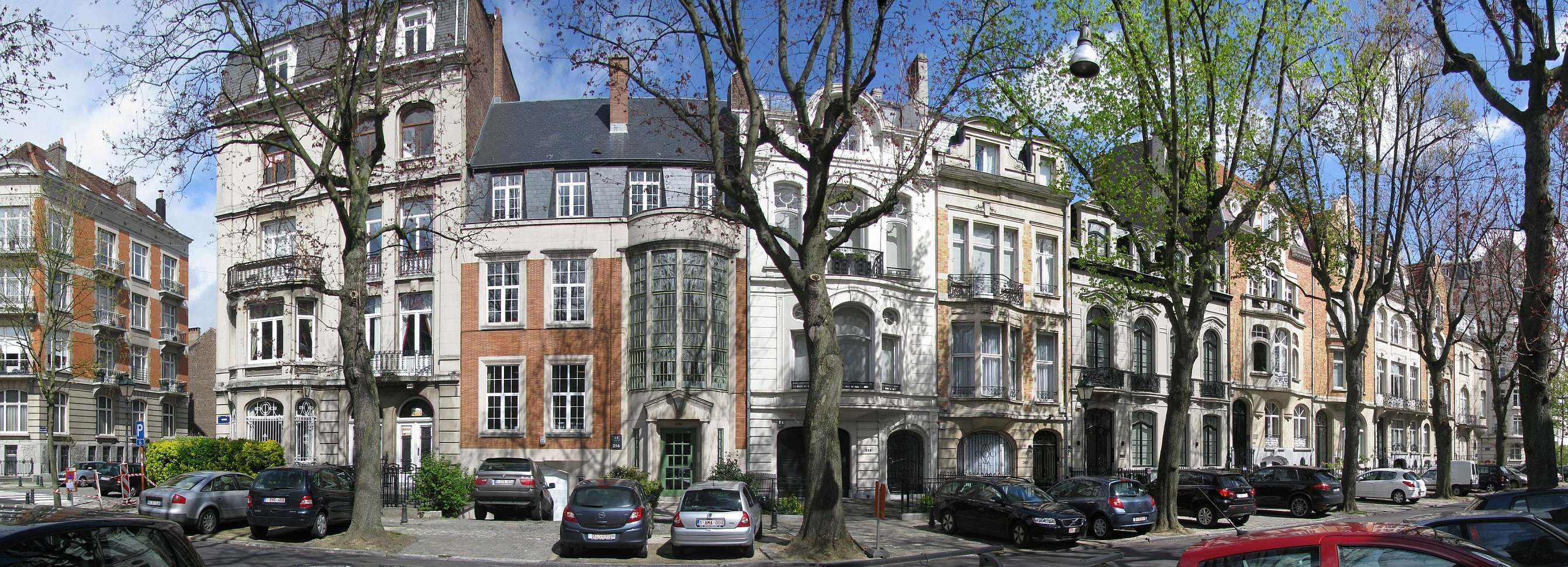
Uccle, avenue Molière. Hôtels particuliers. Le numéro 256 construit par Fernand Petit en 1929, avec vitraux.

#### HallesAmerica
En 1921, il affirme une tendance Art déco, notamment à travers le projet de réaménagement des Halles America du boulevard de Dixmude, 21 (Bruxelles), en collaboration avec l’architecte Jacques Obozinski. Les architectes combinent aux fonctions initiales des halles existantes un aménagement résidentiel. La mixité des fonctions que regroupe le bâtiment (résidentielle, commerciale et entrepôt) est typique du quartier portuaire dans lequel les halles sont implantées. Depuis 1998 les Halles América font partie du patrimoine immobilier protégé dans la Région de Bruxelles-Capitale.

#### Garage Cousin
Fernand Petit érige également en 1927 le grand garage Cousin, commerce de vaste étendue se situant sur la chaussée de Charleroi. Ce projet est en collaboration avec l’architecte Maurice Van Nieuwenhuyse.

#### Exposition de Bruxelles 1935
En 1935, à l’Exposition Universelle de Bruxelles en 1935,, Fernand Petit est responsable de l’étude et la réalisation du pavillon des Arts graphiques et des Lettres ainsi que des réalisations privées du pavillon Grands Magasins du Bon Marché et du pavillon Vander Borght. Bien que les pavillons soient détruits après l’exposition, le pavillon des Arts Graphiques et des Lettres reste en mémoire aujourd’hui. Au sein du bâtiment se trouvent les instruments et procédés généraux des lettres, des sciences et des arts.
L’exposition universelle de Bruxelles en 1935 marque un tournant dans la carrière de Fernand Petit. Après y avoir construit plusieurs pavillons, il s'oriente vers des constructions de plus grande ampleur au détriment de la conception de maisons. De plus, il voyage beaucoup en France, Italie et Suisse, ce qui amène un aspect plus international à ses réalisations.

#### Exposition de Paris 1937
L’année 1937 est majeure pour Fernand Petit, comme il est chargé de la réalisation du pavillon du Congo-Belge à l’exposition Universelle de Paris.

#### Gare de Bruxelles-Midi

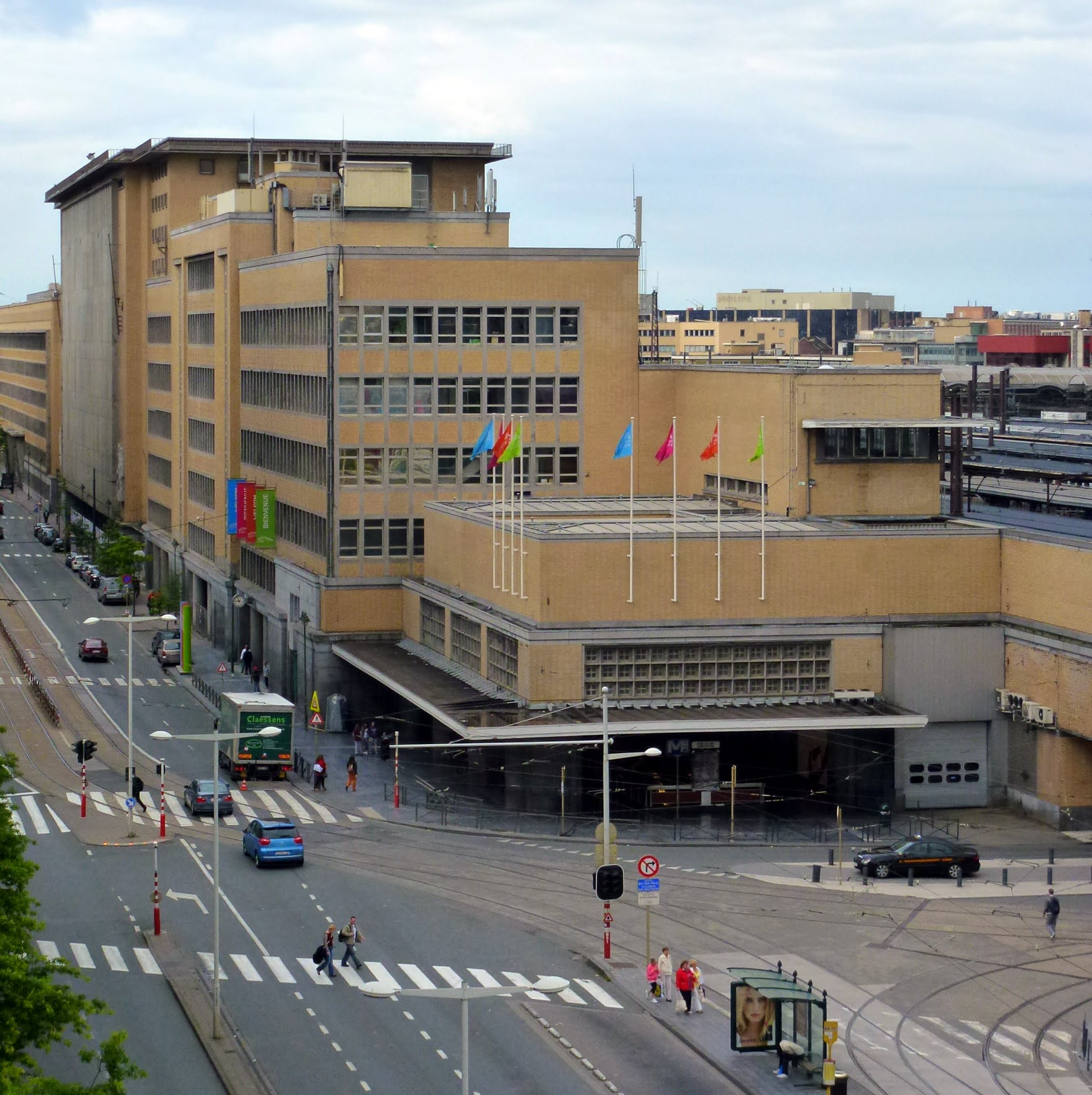
Gare de Bruxelles-Midi, vue du côté: Avenue Fonsny. Œuvre des architectes Fernand Petit, Adrien - et Yvan Blomme.

En 1937,, Fernand Petit  remporte ex æquo avec les architectes Adrien Blomme  et Yvan Blomme, le concours pour l’érection de la nouvelle gare du Midi à Bruxelles. Les trois artistes s’associent pour étudier et réaliser ce vaste projet. Passant de six à dix-huit voies, la nouvelle gare du Midi devient la plus grande gare de la capitale belge. Les architectes bâtissent plusieurs édifices aux fonctions distinctes et d’apparence moderniste.

#### Château du Stuyvenberg
Durant les dernières années de sa vie, Fernand Petit réalisera des transformations au château du Stuyvenberg dans la commune de Laeken à Bruxelles. De plus, la piscine dans la rotonde des Serres royales de Laeken que Fernand Petit dessine en 1936 verra le jour dans les années 1950.

#### Hôtel de ville de Dinant
1924-1925 : Reconstruction de l’hôtel de ville de Dinant (rue Grande, 112) en collaboration avec R. Monnaert.

#### Château de Grand-Bigard<
1916-1919 : Transformation du château de Grand-Bigard en collaboration avec Louis Herman De Koninckref name="Fonds" />,.

### Autres(Sélection)
- 1913: Villa Les Eclaircies, Duinendreef 28, Knokke-Heist[12]
- 1914 : Maison personnelle, Rue Edmond Picard, 37 - Ixelles, Bruxelles[13]
- 1914 : Maison, Avenue Géo Bernier, 9 - Ixelles, Bruxelles[14]
- 1914-1926 : Maisons, Rue Edmond Picard, 25 à 39 & 46 à 48 - Ixelles, Bruxelles[13]
- 1915 : Maison, Rue du Bourgmestre - Ixelles, Bruxelles[9]
- début années 1920 : Villa, Diksmuidseweg 389, Boezinge (en collaboration avec Obozinski, Jacques)[15]
- à peu près 1920: Maison, Diksmuidseweg 387, Boezinge (en collaboration avec Obozinski, Jacques)[16]
- début années 1920 : Cinq maison, Dikmuidseweg 395-397-399-401-403, Boezinge (en collaboration avec Obozinski, Jacques)[17]
- début années 1920 : Métairie, Reningestraat 8, Boezinge (en collaboration avec Obozinski, Jacques)[18]
- 1920 : Presbytère, Veurnseweg 173, Brielen (Ypres) (en collaboration avec Obozinski, Jacques)[19]
- 1922:  Métairie, Hageputstraat 8, Merkem (Houthulst) (en collaboration avec Obozinski, Jacques)[20]
- 1922: Presbytère, Diksmuidseweg 416, Boezinge (en collaboration avec Obozinski, Jacques)[21]
- 1925 : Maison, Avenue Emile Duray, 14 - Ixelles, Bruxelles[22]
- 1925 : Maison, Avenue du Prince d'Orange, 14 - Uccle, Bruxelles[23]
- 1925 : Maison, Avenue Emile Duray, 4 - Ixelles, Bruxelles[24]
- 1927 : Transformation maison Pelgrims - Saint-Gilles, Bruxelles[25]
- 1927-1929 : Maison, Avenue Molière, 256 - Ixelles, Bruxelles[13]
- 1929 : Maison, Chaussée de Vleurgat, 225 - Ixelles, Bruxelles[26]
- 1937 : Immeubles de logements sociaux, quai du Chantier, 2-10 et rue du Chantier, 4-8 - Bruxelles[27]
- Entre-deux-guerres: Métairie, Reningestraat 15, Boezinge (en collaboration avec Obozinski, Jacques)[28]

### Liens Externes
- Fonds Fernand Petit des Archives d'Architectures Modernes de Bruxelles
- Site de l'inventaire du patrimoine architectural de la Région de Bruxelles-Capitale
- Site de la Direction des Monuments et des Sites de la Région de Bruxelles-Capitale